# Zoila Riera i Ben
Zoila Riera i Ben (Gerona, 20 de enero de 1954) es una política gerundense, diputada al Congreso de los Diputados en la VI y VII legislaturas. 
Diplomada en Filosofía y Letras y en Ciencias de la Educación, trabajó como agente de seguros y fue portavoz del Grupo de CiU en el Ayuntamiento de Gerona y Consejera Nacional de CDC. Fue escogida diputada por la provincia de Gerona en las elecciones generales españolas de 1996 y 2000. Ha sido portavoz de la Comisión de Sanidad y Consumo (1996-2004) y Secretaria Segunda de la Comisión Mixta de los Derechos de la Mujer (2000-2004).
Ha sido candidata a la alcaldía de Gerona por CiU en las elecciones municipales españolas de 2003. Poco antes de las elecciones municipales españolas de 2007, fue sustituida por Carles Puigdemont como cabeza de lista de CiU al Ayuntamiento de Gerona.